# Georg Friedrich Treitschke
Georg Friedrich Treitschke (Lipsia, 29 agosto 1776 – Vienna, 4 giugno 1842) è stato un librettista ed entomologo tedesco.
Nel 1800 arrivò all'Hofoper di Vienna. Dal 1809 al 1814 fu direttore del Teatro viennese di Vienna. Scrisse principalmente libretti per Paul Wranitzky, Adalbert Gyrowetz e C. Weigl (Weisenhaus, The Orphanage) e tradusse molte opere francesi in tedesco. Nel 1814 rivide il libretto Fidelio su richiesta di Ludwig van Beethoven.

## Opere
- Con Ochsenheimer, F. (1825): Die Schmetterlinge von Europa, Band 5/1. – Leipzig (Fleischer). XVI + 414 S.
- Treitschke, F. (1825): Die Schmetterlinge von Europa, Band 5/2. – Leipzig (Fleischer). 447 + [1] S.
- Treitschke, F. (1826): Die Schmetterlinge von Europa, Band 5/3. – Leipzig (Fleischer). IV + 419 + [1] S.
- Treitschke, F. (1827): Die Schmetterlinge von Europa, Band 6/1. – Leipzig (Fleischer). VIII + 444 S.
- Treitschke, F. (1828): Die Schmetterlinge von Europa, Band 6/2. – Leipzig (Fleischer). 319 S.
- Treitschke, F. (1829): Die Schmetterlinge von Europa, Band 7. – Leipzig (Fleischer). VI + 252 S.
- Treitschke, F. (1830): Die Schmetterlinge von Europa, Band 8. – Leipzig (Fleischer). VIII + 312 S.
- Treitschke, F. (1832): Die Schmetterlinge von Europa, Band 9/1. – Leipzig (Fleischer). VIII + 272 S.
- Treitschke, F. (1833): Die Schmetterlinge von Europa, Band 9/2. – Leipzig (Fleischer). 284 S.
- Treitschke, F. (1834): Die Schmetterlinge von Europa, Band 10/1. – Leipzig (Fleischer). X + 286 S.
- Treitschke, F. (1835): Die Schmetterlinge von Europa, Band 10/2. – Leipzig (Fleischer). [2] + 340 S.
- Treitschke, F. (1835): Die Schmetterlinge von Europa, Band 10/3. – Leipzig (Fleischer). [4] + 302 S.
- Treitschke, F. (Hrsg.) (1840-1843): Naturhistorischer Bildersaal des Thierreiches. Nach William Jardine. Vorwort von K. Vogel. 4 Bände. – Pesth und Leipzig (Hartleben). Ca. 770 S., 180 Taf. (360 Abb.).
- Treitschke, F. (1841): Naturgeschichte der europäischen Schmetterlinge. Schwärmer und Spinner. – Pesth (Hartleben). [9] + XIV + [2] + 222 S., Frontispiz, 30 Taf.